# Филиппото, Поль Доминик
Поль Доминик Филиппото (фр. Paul Dominique Philippoteaux; 27 января 1846, Париж — 28 июня 1923, там же) — французский живописец исторического жанра, баталист, портретист, иллюстратор.

## Биография
Сын художника Феликса-Эмманюэля-Анри Филиппото. После окончания Лицея Генриха IV обучался живописи под руководством отца и в Школе изящных искусств в Париже. Заинтересовался созданием художественных циклорам.
В сотрудничестве с отцом создал «Оборону форта д’Исси» в 1871 году. Среди других работ — «Взятие Плевны», «Переход через Балканы», «Бельгийская революция 1830 г.», «Битва при Карсе», «Битва при Тель-эль-Кебире», автор диорамы из жизни Улисса Гранта, панорамы «Ниагарский водопад» и другие. Какое-то время жил в Египте и США.
Занимался книжной иллюстрацией, в частности, проиллюстрировал первое издание 1877 года романа Жюля Верна «Гектор Сервадак. Путешествия и приключения в околосолнечном мире».
Похоронен на кладбище Монпарнас.